# Emilie Løbner
Emilie Christine Løbner, född 3 september 1827 i Köpenhamn, död 19 maj 1896 i Tikøb, var en dansk pedagog. Hon tillhörde pionjärerna inom utvecklingen av gymnasier för kvinnor i Danmark.